# Супергерл (ТВ серија)
Супергерл (енгл. Supergirl) америчка је телевизијска серија кабловске куће ЦБС. Заснована је на лику Супергерл ДиСи комикса. Прва епизода серије је премијерно приказана 26. октобра 2015. Творци серије су Грег Берланти, Алисон Алдер и Ендру Краисберг. У првој сезони, серија је снимала у Лос Анђелесу, Калифорнија, док се у другој снимала у Ванкуверу, Британска Колумбија. Радња прати Супергерл, маскирану суперхероину и рођаку Супермена, која је остала једина преживела држављанка са планете Криптон.
Серија је званично почела са снимањем 6. маја 2015. након што је примила одобрење у септембру 2014. године, након чега је добила одобрење за снимање целе сезоне у новембру 2015. године. Дана 12. маја 2016. Warner Bros. је најавио другу сезону серије, као и пребачај на канал The CW. Друга сезона је званично почела са емитовањем 10. октобра 2016. године. У јануару 2017. је канал The CW најавио снимање треће сезоне. Трећа сезона је поечела са званичним емитовањем 9. октобра 2017.

## Прича
Кара Зор-Ел је тринаестогодишњакиња, која је послата на Земљу са своје родне планете Криптон, од стране својих родитеља, Зор-Ела и Алуре. Кара је послата како би чувала свог рођака, Кал-Ела, али се њен брод срушио на Фантомску зону, где је била принуђена остати неко време. Затим, када се вратила на Земљу сусреће се са Кал-Елом који је одрастао и постао Супермен. Серија почиње једанаест година касније, када Кара има 24. године и учи како да користи своје супермоћи. Такође користи име Супердевојка.
У првој сезони, након деценије скривања својих супермоћи, Кара је принуђена да их изнесе у јавност и након тога постаје заштитник града. Кара сазнаје да се стотине зликоваца, којима је казну пресудила Карина мајка као судија, сакривају на Земљи заједно са њеном тетком Астром и мужем њене тетке, Ноном. Она, и њена усвојена сестра Алекс Денверс, сазнају да је њихов шеф, Хенк Хеншоу, заправо добронамерни Зелени Мартиан Маскирани Осветник. Кари помаже њена ближа породица и пријатељи, који чувају њену тајну, као и пријатељ њеног рођака, Џејмс Олсен, и технолошког генија, Вин Шот Џуниор.
У другој сезони, Кара и њени савезници се баве сукобима између становницима Земље и ванземаљске заједнице, и поред тога истражију тамну организацију Пројекат Кадмус, којом управља Лилијан Лутор, мајка од Суперменовог непријатеља Лекса Лутора. У исто време, Кара се спријатељава са Лилијанином пасторком, Лином Лутор, новом власницом Лутор Корпорације, и Кара се такође бори са осећањима према Мон-Елу, прежовелог принца са планете Дексам који је скоро дошао на Земљу. Џејмс постаје маскирани улични Чувар, Алекс почиње везу са Меги Сојер, и Џон постаје непријатељ са Мартијан, Емгеном, која је из расе белих Мартијана који су некада убијали његове људе.